# Marie Lohr
Marie Kaye Wouldes Löhr (* 28. Juli 1890 in Sydney, Australien; † 21. Januar 1975 in Brighton, Vereinigtes Königreich) war eine australischstämmige, britische Schauspielerin bei Bühne und Film.

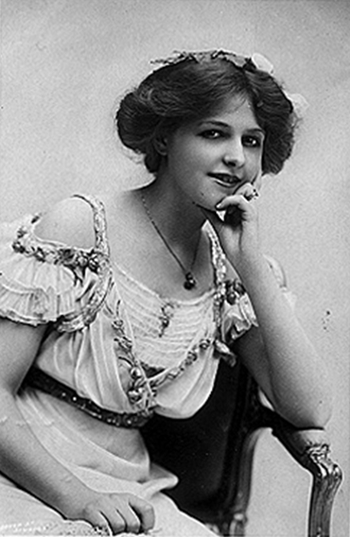
Marie Lohr in jungen Jahren

## Leben und Wirken
Marie Löhr war die Tochter von Lewis J. Löhr, dem deutschstämmigen Schatzmeisters des Opernhauses von Melbourne und seiner englischen Gemahlin Kate Bishop (1848–1923), die im heimischen London Theater gespielt hatte. Auf diese Weise kam die Künstlertochter rasch in Kontakt mit dem Theater und gab Februar/März 1894 ihren Einstand am Criterion Theatre von Sydney in dem Stück Captain Fritz. Zur Jahrhundertwende, im Jahre 1900, übersiedelte die Familie in die Heimat von Maries Mutter, nach London. Dort gab sie im Dezember 1901 ihren Bühneneinstand am Garrick Theatre in dem Stück Shock Headed Peter. 1902 und 1906 tourte die Nachwuchskünstlerin, die ihren deutschen Namen Löhr bald zu Lohr anglisierte, mit dem Schauspielerpaar Margaret Sholto und W. H. Kendall durch das Land. Es folgten mehrere Auftritte an Londons Theatre Royal, wo ihr dank der Einladung durch George Bernard Shaw mit nicht einmal 18 Jahren der Durchbruch als Mrs. Reginald Bridgenorth in der Premiere von Getting Married (12. Mai 1908) gelang. Anschließend schloss sich Marie Lohr der Beerbohm Tree’s Company an und trat häufig am His Majesty’s Theatre auf, wo sie noch 1908 das Gretchen im Faust und ebenfalls 1908 als Hannele in Gerhart Hauptmanns Hanneles Himmelfahrt gab. Im Jahr darauf sah man Marie Lohr in The Dancing Girl und in The School for Scandal. Rasch hatte sich Marie Lohr als aufkommender Star in der Londoner West-End-Theaterwelt etabliert und trat an der Seite etablierter englischer Bühnenkünstler wie Dion Boucicault junior, Charles Hawtrey, John Hare, Gerald du Maurier und George Alexander auf. Mit ihrem Gatten, dem Kollegen Anthony Prinsep, übernahm Marie Lohr 1918 das Management des Globe Theatre.
Zu dieser Zeit gab Marie Lohr auch ihren Einstand beim (damals noch stummen) Film. Dennoch blieb sie in der Folgezeit der Leinwandtätigkeit bis zum Anbruch des Tonfilms fern, zu sehr entsprach ihrem Schauspielerverständnis die Notwendigkeit des gesprochenen Wortes. In einer Reihe von Gaumont-British-Filmen erhielt Lohr mehr oder weniger tragende Nebenrollen, oftmals spielte sie adelige Damen der Gesellschaft. In dem Mozart-Film Whom the Gods Love stellte sie 1936 sogar die österreichische Kaiserin dar. Ihr erster bedeutender Film wurde jedoch erst 1938 die Pygmalion-Verfilmung von Anthony Asquith, Der Roman eines Blumenmädchens, in dem sie an der Seite von Co-Regisseur Leslie Howard Mrs. Higgins verkörperte. In der folgenden ebenfalls hochklassigen Shaw-Verfilmung Major Barbara wirkte sie als Lay Britomart mit. Auch in späteren Jahren blieb Marie Lohr dem Fach der Upper-Class-Lady treu, etwa in den beiden Edelmelodramen Der letzte Sündenfall und Paganini. Gleich anschließend (1947/48) gelangen der Britin zwei schöne Erfolge in den hochklassigen Literaturadaptionen Anna Karenina (als Fürstin Schtscherbatski) und Der Fall Winslow (als Mrs. Grace Winslow). Mit einer weiteren Adelsrolle in einem groß angelegten Historienporträt über die russische Zarin Katharina die Große beendete Marie Lohr 1967 ihre filmische Tätigkeit.
Trotz intensiver Arbeit vor der Kamera blieb die Britin in erster Linie eine Theatermimin. Bis 1927 führten sie und ihr Ehemann die Leitung des Globe Theatres fort, und Marie Lohr konnte hier auch erstmals als Regisseurin (The Voice from the Minaret (1919), Fedora (1920)) arbeiten. Mit The Voice from the Minaret und Fedora ging sie 1921 erst auf Tournee durch Kanada, ehe sie diese Stücke auch in New York präsentierte. Nach ihrer Rückkehr nach London setzte Lohr ihre Theaterarbeit in den verschiedensten Genres fort: Man sah sie sowohl in klassischen Dramen wie auch in Musicals, Komödien, Revuen und sogar in Pantomimen. Ein besonderer Erfolg war ihr 1924 mit der Lady Ware in The Ware Case an der Seite von Gerald du Maurier beschieden. 1926 gab Lohr die Isabella Trench in William Somerset Maughams Caroline. In den 1930er Jahren sah man sie unter anderem in Maughams The Breadwinner (1930), in Dodie Smiths Call it a Day (1935) und in Crest of the Wave (1937), wo sie und der Autor Ivor Novello die Hauptrollen übernahmen. Während des Zweiten Weltkriegs blieb Marie Lohr der Bühne fern und konzentrierte sich ganz auf ihre Filmarbeit. Zu ihren späten Theaterrollen gehören die Madame Desmortes in Christopher Frys Ring Round the Moon (1950), die Hester Bellboys in John Whitings A Penny for a Song (1951), die Lady Mortlake in John Osbornes The World of Paul Slickey (1959) und die May Davenport in Noel Cowards Waiting in the Wings (1960). Ihre Theaterlaufbahn beendete Marie Lohr mit der Mrs. Whitefield in einer Neuaufführung von Shaws Man and Superman (1966).

## Filmografie
- 1916: The Real Thing at Last
- 1918: Victory and Peace
- 1932: Aren't We All?
- 1934: Lady in Danger
- 1934: Road House
- 1934: Royal Cavalcade
- 1935: Oh, Daddy!
- 1935: Fighting Stock
- 1935: Foreign Affaires
- 1936: Whom the Gods Love
- 1936: Reasonable Doubt
- 1937: South Riding
- 1938: Der Roman eines Blumenmädchens (Pygmalion)
- 1939: George and Margaret
- 1940: Major Barbara
- 1942: Went the Day Well?
- 1944: Kiss the Bride Goodbye
- 1945: Twilight Hour
- 1945: Der letzte Sündenfall (The Rake's Progress)
- 1946: Paganini (The Magic Bow)
- 1947: The Ghosts of Berkeley Square
- 1947: Counterblast
- 1948: Anna Karenina
- 1948: Der Fall Winslow (The Winslow Boy)
- 1949: Das schweigende Dunkel (Silent Dust)
- 1952: Little Big Shot
- 1953: Always a Bride
- 1954: Out of the Clouds
- 1955: Escapade
- 1956: Marsch durch die Hölle (A Town Like Alice)
- 1956: Die Angst hat 1000 Namen (Seven Waves Away)
- 1957: Small Hotel
- 1958: Ausgerechnet Charlie Brown (Carlton-Browne of the F.O.)
- 1967: Die große Katharina (Great Catherine)